# Андерссон, Лейф (генетик)
Лейф Андерссон (Leif B. Andersson; род. 17 сентября 1954, Стокгольм) — шведский генетик, специалист по одомашненным животным.
Профессор Уппсальского университета, член Шведской королевской академии наук, иностранный член НАН США (2012) и Американского философского общества (2017).
Лауреат премии Вольфа по сельскому хозяйству (2014).

## Биография
Окончил Стокгольмский университет (бакалавр, 1979), где изучал химию и биологию. Степень доктора философии получил в 1984 году в Шведском сельскохозяйственном университете. В 1986 году стал там же доцентом, а в 1992 году — профессором (по генетике животных). В 2003 году приглашённый профессор Уппсальского университета, в 2006 году стал там профессором, а в Шведском сельскохозяйственном университете — приглашённым профессором, занимает обе последние должности поныне.
Член Королевской шведской академии лесного и сельского хозяйства (2001), Шведской королевской академии наук (2002), Королевского физиографического общества в Лунде (2004), Royal Society of Sciences in Uppsala (2007), EMBO (2008), Американской академии искусств и наук (2018).
Автор более 300 научных публикаций.

## Награды и отличия
- Thureus Prize in Natural History and Medicine, Royal Society of Sciences in Uppsala (2004)
- Linneus Prize in Zoology Королевского физиографического общества в Лунде (2004)
- Почётный доктор Льежского университета (2009)
- Hilda and Alfred Eriksson’s Prize in Medicine Шведской королевской академии наук (2012)
- Olof Rudbeck Prize, Uppsala Medical Society
- Премия Вольфа по сельскому хозяйству (2014)
- Björkénska priset[англ.] (2017)